# A Killer Among Friends
A Killer Among Friends é um filme feito para televisão que foi ao ar na CBS. Baseado em uma história verídica, foi dirigido por Charles Robert Carner e lançado em 1992.